# (5045) Hoyin
(5045) Hoyin es un asteroide perteneciente al cinturón de asteroides, descubierto el 29 de octubre de 1978 por el equipo del Observatorio de la Montaña Púrpura desde el Observatorio de la Montaña Púrpura, Nankín (China).

## Designación y nombre
Designado provisionalmente como 1978 UL2. Fue nombrado Hoyin en honor al filántropo de Macao Ho Yin.

## Características orbitales
Hoyin está situado a una distancia media del Sol de 3,133 ua, pudiendo alejarse hasta 3,737 ua y acercarse hasta 2,529 ua. Su excentricidad es 0,192 y la inclinación orbital 2,569 grados. Emplea 2026,14 días en completar una órbita alrededor del Sol.

## Características físicas
La magnitud absoluta de Hoyin es 12,9.